# Тай Філдс
Волтер-Тайсон Філдс — (англ. Walter Tyson Fields) також відомий як Тай Філдс (англ. Tye Fields; нар. 8 лютого 1975, Міссула, США) — американський боксер-професіонал, який виступає в суперважкій ваговій категорії. Володар чотирьох регіональних титулів. До приходу в бокс грав за університетську баскетбольну команду.
Найкраща позиція у світовому рейтингу з боксу: 22-й.

## Професіональна кар'єра
Філдс дебютував у лютому 1999 року. У липні 2000 року нокаутував в 1-му раунді Куртіса Макдормана (4-0). У січні 2001 року несподівано програв нокаутом Джеффу Форду (2-0). За півроку Філдс узяв реванш і нокаутував Форда так само в 1-му раунді. У вересні 2003 року Тай переміг Шермана Вільямса. У 2005-му переміг Седріка Філдса й нокаутував колишнього чемпіона світу Брюса Селдона. У 2004 році достроково переміг американця Моріса Харріса. У 2008 році зазнав своєї другої поразки, знову програв нокаутом у 1-му раунді, цього разу досвідченому американцю Монте Барретту. Згодом нокаутував Ніколая Фірту й Галена Брауна. У березні 2011 року програв нокаутом Майклу Гранту. Після цього взяв участь у турнірі Prizefighter. У чвертьфіналі Філдс переміг Майкла Спротта. У півфіналі нокаутував німця Костянтина Айріха, а у фіналі поступився нокаутом кубинцеві Майку Перезу. У березні 2012 року програв технічним нокаутом поляку Маріушу Ваху.